# 井上俊夫
井上 俊夫（いのうえ としお、1922年5月11日 - 2008年10月16日）は、日本の詩人。
大阪近郊の農家に生まれる。1942-46年兵役。野間宏、小野十三郎に師事。大阪文学学校、帝塚山学院短期大学で教える。1957年詩集『野にかかる虹』で第7回H氏賞受賞。日本現代詩人会・日本の詩祭2006で先達詩人として顕彰される。

## 著書
- 野にかかる虹 詩集 三一書房,1956.
- 淀川 三一書房,1957.
- 続・淀川 三一書房,1957.
- 井上俊夫詩集.五月書房,1975
- 農民文学論 五月書房,1975.
- わが淀川 やぶにらみ浪花噺 草思社,1979.4.
- ピアノちゃん 井上俊夫詩集 VAN書房,1980.6.
- 井上俊夫詩集.土曜美術社,1983.7.日本現代詩文庫
- 蜆川の螢 編集工房ノア,1983.10.
- 葦を刈る女 巷説浪花八景 創芸出版,1985.2.
- エッセー・随筆の本格的な書き方 大阪書籍,1988.9.朝日カルチャーブックス
- 従軍慰安婦だったあなたへ かもがわ出版,1993.8.
- 八十歳の戦争論 かもがわ出版,2002.11.
- 初めて人を殺す 老日本兵の戦争論 2005.1.岩波現代文庫
- 八十六歳の戦争論 詩集 かもがわ出版,2008.12.

## 参考
- 文藝年鑑2008
- http://bookweb.kinokuniya.co.jp/htm/4780302234.html
- 井上俊夫『浪速の詩人工房』